# Мултан
Мултан (урд. ملتان) је град у Пакистану у покрајини Панџаб. Према процени из 2006. у граду је живело 1.471.978 становника.

## Становништво
Према процени, у граду је 2006. живело 1.471.978 становника.
| 1981.   | 1998.     | 2006.     |
| ------- | --------- | --------- |
| 732.070 | 1.182.441 | 1.471.978 |

## Партнерски градови
- Конија
- Бурса
- Рашт